# Dragon Ball (anime)
A Dragon Ball az első része a Dragon Ball animesorozatnak. A mangát Akira Toriyama írta és Japánban tette közzé a Weekly Shonen Jump manga antológiai képregényben. A manga második (és nagyobb) része a Dragon Ball Z-be lett illesztve.
A Dragon Ball anime 153 db félórás részből áll. Japánban futott először 1986. február 26-tól 1989. április 12-ig. Két kísérlet volt a Dragon Ball kiadására Amerikában, ami sikertelen volt. Az első próbálkozás az 1980-as évek végén volt, aminek a Harmony Gold készítette el az angol szinkronját. Különböző neveket akartak adni a szereplőknek, mint például Son Goku-nak a Zero nevet és Karin-nak a Whiskers the Wonder Cat-at (magyarul: Whiskers, a Csodamacska). Ez nem volt közismert, és a rajongók elnevezték "The Lost Dub"-nak (magyarul: Az Elveszett szinkron). A második próbálkozás 1995-ben volt. Csak az első 13 rész lett lefordítva és bemutatva. Ezt a kiadást KidMark dobta piacra és felhasználta az Ocean Group-ot is az angol szinkronizálásra. Ez az első 13 rész csak DVD-n volt elérhető The Saga of Goku (magyarul: Goku Mondája) néven. Később a Dragon Ball Z roppantul közkedvelt lett a Cartoon Network-on, a teljes sorozatokat a FUNimation szinkronizálta és ez is DVD-n lett kiadva. A teljes sorozat az Egyesült Államokban futott 2001. augusztus 20. és 2003 között, amikor a 20th Television felújított szerződést kötött Toriyamával. Eltérően a Dragon Ball Z és a Dragon Ball GT főcímdalától, a FUNimation készített angol verziót a japán nyitózenéről és a befejező zenéről ezeknek a részeknek és kihagyta az eredeti BGM-et, ami a legtöbb rajongónak jó volt. Akárhogyis, néhány beillesztett zene is ki lett véve, vagy csak a párbeszédek lettek túl hangosak.
A Dragon Ball sokkal komolyabb animének tűnik, mint az utódja, a Dragon Ball Z, habár későbbi beosztások elmosták a vonalakat egy kicsit.

## Cenzúrázás
A Dragon Ball amerikai verziója, amit a Cartoon Network-ön adtak (mielőtt a Fox Kids-en adták volna) sok szerkesztés után lett kész. A legtöbb szerkesztés digitális kozmetikai változás volt, ahol kitörölték a meztelen és a véres jeleneteket, és átszerkesztették a párbeszédeket. Valamikor néhány jelenet teljesen ki lett törölve, vagy azért, hogy időben vége legyen, vagy hogy ne legyen erőszak benne. Példaként, mikor Goku meztelenül a vízbe ugrik, hogy szerezzen egy halat ebédre, akkor egy digitális víz fröccsenés lett hozzáadva az ágyékához, és egy fehérnemű is. Ezen kívül ajánlották az alkohol és a drog eltávolítását, példaként; mikor Jackie Chun (Roshi mester) használja a Drunken Fist (Ittas ököl) kungfu technikát a 22. harcművészeti világbajnokságban, a FUNimation ezt "Őrült-tehén támadás"-nak nevezte. Ezen kívül a híres „Nincsenek gömbök!” jelenet is ki lett törölve a 2. részből, és mikor Bulma a bugyiját teszi a pecabotra, hogy kihorgássza Oolong-ot (abban a jelenetben hal volt), kitörölték a bugyit és pénzt rajzoltak helyette. Sok rajongó gyűlöli ezeket a változásokat, mert úgy érzik, ezzel sebet ejtettek a legelsőként bemutatott változat humorán és könnyed hangvételén. Ezek a változtatások – mindenesetre – szükségesek voltak, hogy bemutathassák a TV-ben. Viszont a DVD-k nem tartalmazzák ezeket a változásokat.
Érdekes megfigyelni még azt a cenzúrázott jelenetet is a Dragon Ball-ban, ahol a fiatal Goku megtámadja Sátánt, és csinál egy lyukat a cselszövő mellkasába, ami persze ki lett javítva, szóval a lyuk nem látszódott az amerikai adásban, viszont az amerikai TV-ben a Dragon Ball Z részében a lyuk Sátán mellkasán világosan látszódik.

## Felosztások
1. Emperor Pilaf Saga (magyarul: Pilaf Saga) (1-13. részig)
2. First World Martial Arts Championship Saga (magyarul: Harcművészetek Nagytornája Saga) (14-28. részig)
3. Red Ribbon Army Saga (magyarul: Vörös Szalagrend Saga) (29-45. részig)
4. General Blue Saga (magyarul: Blue tábornok Saga) (46-57. részig)
5. Commander Red Saga (magyarul: Red tábornok Saga) (58-67. részig)
6. Fortuneteller Baba Saga (magyarul: Baba Saga) (68-82. részig)
7. Tien Shinhan Saga (magyarul: Tensinhan Saga) (83-101. részig)
8. King Piccolo Saga (magyarul: Szívtelen Sátán Saga) (102-122. részig)
9. Piccolo Junior Saga (magyarul: Ifjú Sátán Saga) (123-153. részig)

## Filmek és egyebek
Filmek
1. Curse of the Blood Rubies
2. Sleeping Princess in Devil's Castle
3. Mystical Adventure
4. The Path to Power

Nyilvánosan szolgáltatott videók
- Goku's Traffic Safety
- Goku's Fire Fighting Regiment

A "Goku's Traffic Safety" és a "Goku's Fire Fighting Regiment" mindketten nagyon ritka produkciók, hasonlóak az oktató filmekhez. Mindkettőt 1988 júniusában fejezték be.
Nem hivatalos kínai élő akciófilm
A Dragon Ball: The Legend of Shenlong egy élő akció verziója az animációs sorozatnak. Egy gonosz király ellopja a misztikus "sárkánygyöngyöket" azzal a céllal, hogy ő birtokolja mindet. Mikor már csak egy nincs nála, a korábbi őrzői az ékszereknek elhatározzák, hogy közösen visszaszerzik a gömböket. Egy malacfejű varázsló és egy félig felfegyverzett női mester vezetésével, a csapat odamegy a királyhoz, hogy levegyék az ő kezét a gyöngyök irányításáról.
A film Tajvanban készült és 1989-ben adták ki az Egyesült Államokban Dragon Ball: The Magic Begins néven (Eredeti nevei: Xin Qi long zhu Shen long de chuan shuo, vagy Dragon Ball: The Legend of Shenlong).

## Zenék
- Nyitózene
  1. "Makafushigi Adobencha!"; (Mystical Adventure!)
    - Dalszöveg: Yuriko Mori, Zene: Takeshi Ike, Összeállította: Kohei Tanaka, Előadta: Hiroki Takahashi)
      - 1. verzió: 1-101. részig
      - 2. verzió: 102-153. részig (Nincs a FUNimation DVD-in)
- Zárózene
  1. "Romantikku Ageru Yo"; (I'll Give You Romance)
    - Dalszöveg: Takemi Yoshida, Zene: Takeshi Ike, Összeállította: Kohei Tanaka, Előadta: Ushio Hashimoto)
      - 1. változat: 1-21. részig (Nincs a FUNimation DVD-in)
      - 2. változat: 22-101. részig
      - 3. változat: 102-132. részig (Nincs a FUNimation DVD-in)
      - 4. változat: 133-153. részig (Nincs a FUNimation DVD-in)

## Szereplőlista
| Szereplő neve                       | Japán hang       | Angol hang                                                   | Magyar hang                                                |
| ----------------------------------- | ---------------- | ------------------------------------------------------------ | ---------------------------------------------------------- |
| Son Goku (Toriyama így ejti: Gokuh) | Masako Nozawa    | Saffron Henderson Stephanie Nadolny Sean Schemmel Zoe Slusar | Lippai László                                              |
| Bulma                               | Hiromi Tsuru     | Lalainia Lindbjerg Tiffany Vollmer Katie Rowan               | Kiss Erika                                                 |
| Zseniális Teknős                    | Kohei Miyauchi   | Michael Donovan Mike McFarland Dean Galloway                 | Kenderesi Tibor                                            |
| Teknős                              | Daisuke Ghori    | Christopher Sabat                                            | Pataky Imre                                                |
| Dolong                              | Naoki Tatsuta    | Alec Willows Bradford Jackson                                | Both András Melis Gábor                                    |
| Yamcha                              | Toru Furuya      | Ted Cole Christopher Sabat                                   | Forgács Péter                                              |
| Macsek                              | Naoko Watanabe   | Kathy Morse Monika Antonelli                                 | Kassai Károly                                              |
| Chi-Chi                             | Mayumi Sho       | Andrea Libman Laura Bailey Cynthia Cranz                     | Törtei Tünde                                               |
| Krilin                              | Mayumi Tanaka    | Lori Steele Sonny Strait                                     | Háda János Galambos Péter Breyer Zoltán                    |
| Lansh                               | Mami Koyama      | Monika Antonelli Meredith McCoy                              | Zakariás Éva                                               |
| Tensinhan                           | Hirotaka Suzuoki | John Burgmeier                                               | Wohlmuth István                                            |
| Chaos                               | Hiroko Emori     | Monika Antonelli                                             | Minárovits Péter                                           |
| Gyuma                               | Daisuke Ghori    | Dave Ward Kyle Hebert Dave Pettitt                           | Melis Gábor Várkonyi András                                |
| Baba (Fortuneteller Baba)           | Junpei Takiguchi | Linda Young                                                  | Fodor Zsóka                                                |
| Pilaf                               | Shigeru Shiba    | Don Brown Chuck Huber Dean Galloway                          | Harsányi Gábor                                             |
| Shau                                | Tesso Genda      | Doug Parker Chris Cason                                      | Hankó Attila                                               |
| Mai                                 | Eiko Yamada      | Teryl Rothery Julie Franklin                                 | Kökényessy Ági                                             |
| Momo (Mr Popo)                      | Toku Nishio      | Christopher Sabat Dave Pettit                                | Bede-Fazekas Szabolcs                                      |
| Karin mester                        | Ichiro Nagai     | Christopher Sabat Jessie Code                                | Harmath Imre Virághalmy Judit                              |
| Mindenható (Kami-sama)              | Takeshi Aono     | Christopher Sabat                                            | Konrád Antal                                               |
| Yai                                 | Mayumi Tanaka    | Mike McFarland                                               | Szűcs Sándor                                               |
| Nyolcas számú robot                 | Shozo Iizuka     | Mike McFarland                                               | Both András Kránitz Lajos                                  |
| Red tábornok                        | Kenji Utsumi     | Josh Martin                                                  | Pálfai Péter                                               |
| Blue tábornok                       | Toshio Furukawa  | Sonny Strait Jessie Cody                                     | Rosta Sándor                                               |
| White tábornok                      | Tesso Genda      | Sean Schemmel                                                | Reviczky Gábor                                             |
| Vasmarok őrmester                   | Shin Aomori      | Chris Rager                                                  | Bácskai János                                              |
| Onáj                                | Kazuko Sugiyama  | ?                                                            | ?                                                          |
| Silver ezredes                      | Banjo Ginga      | Christopher Sabat                                            | Kőszegi Ákos                                               |
| Muraszaki nindzsa                   | Takeshi Aono     | Duncan Brennan                                               | Kálloy Molnár Péter                                        |
| Nyulak főnöke                       | Hiroshi Ootake   | Duncan Brennan                                               | ?                                                          |
| Hasky                               | Toshiko Fujita   | Meredith McCoy                                               | Orosz Helga                                                |
| Tao Paipai                          | Chikao Otsuka    | Kent Williams                                                | Breyer Zoltán                                              |
| Black ezredes                       | Masaharu Satou   | Christopher Sabat                                            | F. Nagy Zoltán                                             |
| Bora                                | Banjo Ginga      | Dameon Clarke                                                | Tarján Péter                                               |
| Upa                                 | Mitsuko Horie    | Carol Hope                                                   | Szokol Péter                                               |
| Suno                                | Naoko Watanabe   | Susan Huber                                                  | Kiss Erika                                                 |
| Szellemecske                        | Ryouichi Tanaka  | ?                                                            | Szűcs Sándor                                               |
| Szívtelen Sátán (Piccolo Daimao)    | Takeshi Aono     | Christopher Sabat                                            | Konrád Antal                                               |
| Ifjú Sátán (Piccolo)                | Toshio Furukawa  | Christopher Sabat                                            | Csík Csaba Krisztián                                       |
| Piano                               | Masato Hirano    | ?                                                            | Karsai István                                              |
| Tambur                              | Daisuke Ghori    | ?                                                            | Koncz István                                               |
| Tambourine                          | Ryuusei Nakao    | ?                                                            | Varga Tamás                                                |
| Király                              | Joji Yanami      | Kyle Hebert                                                  | ?                                                          |
| Dr. Brief                           | Joji Yanami      | Chris Forbis                                                 | Tarján Péter Csuha Lajos                                   |
| Mrs. Brief                          | Mariko Mukai     | Cynthia Cranz                                                | Detre Annamária                                            |
| Nam                                 | Kaneto Shiozawa  | Jerry Jewel                                                  | Holl Nándor                                                |
| Chubba                              | Banjo Ginga      | Andrew Chandler                                              | Melis Gábor                                                |
| Fanfan                              | Youkou Kawanami  | Laura Bailey                                                 | Roatis Andrea                                              |
| Fertő                               | Yasuo Tanaka     | Chris Rager                                                  | Tarján Péter                                               |
| Arale Norimaki                      | Mami Koyama      | ?                                                            | Roatis Andrea                                              |
| Son Gohan nagyapa                   | Osamu Saka       | Christopher Sabat                                            | Kun Vilmos                                                 |
| Annin                               | Keiko Yokozawa   | ?                                                            | Simorjay Emese                                             |
| Sheron (Shen Long)                  | Kenji Utsumi     | Christopher Sabat Dave Pettit                                | Kardos Gábor Végh Ferenc                                   |
| Konferanszié                        | Kenji Utsumi     | ?                                                            | Viczián Ottó Kálloy Molnár Péter Breyer Zoltán Holl Nándor |
| Narrátor                            | Joji Yanami      | Jim Conrad Brice Armstrong Steve Olsen                       | Bordi András                                               |